# Liga LGT 2020
La temporada 2020 de la Liga LGT es la decimosexta edición de la competición de traineras organizada por la Liga Noroeste de Traineras. Compitieron 16 equipos encuadrados en dos grupos. La temporada regular comenzó el 18 de julio en Boiro (La Coruña) y terminó el 23 de agosto en Puebla del Caramiñal (La Coruña). Posteriormente, se disputaron los play-off para el ascenso a la Liga ACT y entre los dos grupos de la Liga LGT.

## Sistema de competición
La Liga LGT está dividida en 2 grupos cada uno de los cuales disputa un calendario de regatas propio. Al finalizar la liga regular y para decidir los ascensos y descensos entre la Liga ACT y los 2 grupos de la Liga LGT se disputan sendos play-off:
- Play-off de ascenso a Liga ACT: se disputa 1 plaza en la Liga ACT entre el penúltimo clasificado de dicha competición, ya que el último desciende directamente, los 2 primeros del Grupo A y los 2 primeros del Grupo 1 de la Liga ARC.
- Play-off entre grupos LGT: el campeón del Grupo B asciende directamente al Grupo A y la última plaza del Grupo A se disputa entre los dos últimos clasificados del Grupo A y el segundo y tercero del Grupo B.

La regata Trofeo Teresa Herrera fue incluida en ambos grupos no siendo puntuable.

## Impacto de la pandemia de COVID-19
La pandemia de COVID-19 afectó al desarrollo de la competición tanto a tripulaciones que sufrieron brotes de la enfermedad así como regatas suspendidas debidas a las medidas sanitarias decretadas por las autoridades. Así, Los clubes A Cabana, Amegrove y Mugardos se retiraron antes del inicio de la competición debido a la pandemia de COVID-19. La tripulación de Castropol no participó en II Bandera de Narón por estar afectada por COVID-19, retirándose de la competición tras la jornada 4 de la competición.
Las regatas de la Bandera Princesa de Asturias, el Trofeo Teresa Herrera. y las Bandera Concejo de Muros y Bandera Muros de San Pedro fueron suspendidos por las medidas sanitarias adoptadas, decidiéndose cambiar las sedes para mantener el calendario y número de regatas.

## Calendario
Las siguientes regatas tuvieron lugar en 2020.

### Grupo A
| Orden | Regata                                            | Fecha        | Hora      | Localidad            | Provincia  |
| ----- | ------------------------------------------------- | ------------ | --------- | -------------------- | ---------- |
| 1     | VI Bandera Marina Cabo de Cruz - Concejo de Boiro | 18 de julio  | 18:00     | Boiro                | La Coruña  |
| 2     | XXVI Bandera de Villagarcía                       | 19 de julio  | 12:00     | Villagarcía de Arosa | Pontevedra |
| 3     | IX Bandera Virgen del Carmen                      | 25 de julio  | 18:00     | El Grove             | Pontevedra |
| 4     | VI Bandera Isla de Samertolameu                   | 26 de julio  | 12:00     | Meira                | Pontevedra |
| 5     | XXV Bandera de Bueu                               | 8 de agosto  | 17:30     | Bueu                 | Pontevedra |
| 6     | VII Bandera Bahía de Mera                         | 9 de agosto  | 11:00     | Mera                 | La Coruña  |
| 7     | XXXVIII Bandera Concejo de Moaña                  | 15 de agosto | 18:00     | Meira                | Pontevedra |
| 8     | XVII Bandera Concejo de Rianjo                    | 16 de agosto | 11:30     | Rianjo               | La Coruña  |
| 9     | XIII Bandera Concejo de Muros                     | Cancelada    | Cancelada | Esteiro              | La Coruña  |
| 9     | XIII Bandera Concejo de Muros                     | 22 de agosto | 18:00     | Puebla del Caramiñal | La Coruña  |
| 10    | IV Bandera Muros de San Pedro                     | Cancelada    | Cancelada | Muros                | La Coruña  |
| 10    | IV Bandera Muros de San Pedro                     | 23 de agosto | 12:00     | Puebla del Caramiñal | La Coruña  |

### Grupo B
| Orden | Regata                                          | Fecha        | Hora      | Localidad            | Provincia  |
| ----- | ----------------------------------------------- | ------------ | --------- | -------------------- | ---------- |
| 1     | III Bandera de Chapela - Concejo de Redondela   | 19 de julio  | 11:30     | Chapela              | Pontevedra |
| 2     | XXXIV Bandera Concejo de Redondela (1º jornada) | 25 de julio  | 18:30     | Cesantes             | Pontevedra |
| 3     | XXXIV Bandera Concejo de Redondela (2º jornada) | 26 de julio  | 11:00     | Cesantes             | Pontevedra |
| 4     | II Bandera de Narón                             | 1 de agosto  | 17:00     | Narón                | La Coruña  |
| 5     | IX Bandera Salgado Congelados                   | 8 de agosto  | 17:30     | Perillo              | La Coruña  |
| 6     | XXXIII Bandera Princesa de Asturias             | Cancelada    | Cancelada | Castropol            | Asturias   |
| 6     | XXXIII Bandera Princesa de Asturias             | 16 de agosto | 11:00     | Rianjo               | La Coruña  |
| 7     | XV Bandera Concejo de Puebla (1ª jornada)       | 22 de agosto | 18:00     | Puebla del Caramiñal | La Coruña  |
| 8     | XV Bandera Concejo de Puebla (2ª jornada)       | 23 de agosto | 12:00     | Puebla del Caramiñal | La Coruña  |

### Play-off de ascenso a Liga ACT
| Orden | Regata      | Fecha            | Hora  | Provincia |
| ----- | ----------- | ---------------- | ----- | --------- |
| 1     | Bermeo      | 19 de septiembre | 18:20 | Vizcaya   |
| 2     | Portugalete | 20 de septiembre | 11:40 | Vizcaya   |

### Play-off entre grupos
| Orden | Regata    | Fecha        | Hora  | Localidad | Provincia |
| ----- | --------- | ------------ | ----- | --------- | --------- |
| 1     | Jornada 1 | 29 de agosto | 16:30 | Rianjo    | La Coruña |
| 2     | Jornada 2 | 30 de agosto | 11:30 | Rianjo    | La Coruña |

## Traineras participantes

### Grupo A
| Equipo       | Nombre de la Trainera | Localidad          | Provincia  | Localización de los equipos del Grupo A                                 |
| ------------ | --------------------- | ------------------ | ---------- | ----------------------------------------------------------------------- |
| Muros        | Muradana              | Muros              | La Coruña  | Muros Esteirana Cabo Mecos Rianxo Bueu Samertolameu Vilaxoan Tiran Mera |
| Esteirana    | Esteirana             | Esteiro            | La Coruña  | Muros Esteirana Cabo Mecos Rianxo Bueu Samertolameu Vilaxoan Tiran Mera |
| Cabo de Cruz | Cabo da Cruz          | Boiro              | La Coruña  | Muros Esteirana Cabo Mecos Rianxo Bueu Samertolameu Vilaxoan Tiran Mera |
| Mecos        | Mequiña               | El Grove           | Pontevedra | Muros Esteirana Cabo Mecos Rianxo Bueu Samertolameu Vilaxoan Tiran Mera |
| Rianxo       | Concello de Rianxo    | Rianjo             | La Coruña  | Muros Esteirana Cabo Mecos Rianxo Bueu Samertolameu Vilaxoan Tiran Mera |
| Bueu         | Maruxia               | Bueu               | Pontevedra | Muros Esteirana Cabo Mecos Rianxo Bueu Samertolameu Vilaxoan Tiran Mera |
| Samertolameu | A Terca               | Meira              | Pontevedra | Muros Esteirana Cabo Mecos Rianxo Bueu Samertolameu Vilaxoan Tiran Mera |
| Vilaxoán     | A Revenida            | Villajuán de Arosa | Pontevedra | Muros Esteirana Cabo Mecos Rianxo Bueu Samertolameu Vilaxoan Tiran Mera |
| Tirán        | Pereira               | Tirán              | Pontevedra | Muros Esteirana Cabo Mecos Rianxo Bueu Samertolameu Vilaxoan Tiran Mera |
| Mera         | A Mariñeira           | Meca               | La Coruña  | Muros Esteirana Cabo Mecos Rianxo Bueu Samertolameu Vilaxoan Tiran Mera |

Los clubes participantes están ordenados geográficamente, de oeste a este.

### Grupo B
| Equipo    | Nombre de la Trainera | Localidad            | Provincia  | Localización de los equipos del Grupo B           |
| --------- | --------------------- | -------------------- | ---------- | ------------------------------------------------- |
| Puebla    | Carmela               | Puebla del Caramiñal | La Coruña  | Puebla Chapela · Cesantes Perillo Narón Castropol |
| Cesantes  | San Pedro             | Cesantes             | Pontevedra | Puebla Chapela · Cesantes Perillo Narón Castropol |
| Chapela   | Arealonga             | Redondela            | Pontevedra | Puebla Chapela · Cesantes Perillo Narón Castropol |
| Perillo   | Perillo               | Perillo              | La Coruña  | Puebla Chapela · Cesantes Perillo Narón Castropol |
| Narón     | Punta Caleira         | Narón                | La Coruña  | Puebla Chapela · Cesantes Perillo Narón Castropol |
| Castropol | Ría del Eo            | Castropol            | Asturias   | Puebla Chapela · Cesantes Perillo Narón Castropol |

Los clubes participantes están ordenados geográficamente, de oeste a este.

### Equipos por provincia
| Provincia  | Grupo | N. | Equipos                                      |
| ---------- | ----- | -- | -------------------------------------------- |
| La Coruña  | A     | 5  | Cabo de Cruz, Esteirana, Mera, Muros, Rianxo |
| La Coruña  | B     | 3  | Narón, Perillo, Puebla                       |
| La Coruña  | TOTAL | 8  |                                              |
| Pontevedra | A     | 5  | Bueu, Mecos, Samertolameu, Tirán, Vilaxoán   |
| Pontevedra | B     | 2  | Cesantes, Chapela                            |
| Pontevedra | TOTAL | 7  |                                              |
| Asturias   | A     | -  | -                                            |
| Asturias   | B     | 1  | Castropol                                    |
| Asturias   | TOTAL | 1  |                                              |

### Ascensos y descensos
| Pos. | Ascendido a Liga ACT 2020 |
| ---- | ------------------------- |
| 1.º  | Ares                      |

| Pos. | Ascendido de Grupo B |
| ---- | -------------------- |
| 2.º  | Esteirana            |

| Pos. | Ascendidos de Grupo B no inscritos |
| ---- | ---------------------------------- |
| 1.º  | A Cabana                           |
| 3.º  | Coruxo                             |

| Pos. | Descendido de Grupo A no inscrito |
| ---- | --------------------------------- |
| 11.º | Amegrove                          |
|      | Clubes de Grupo B no inscritos    |
| 5.º  | Cedeira                           |
| 9.º  | Mugardos                          |
| 10.º | Vila de Cangas                    |

| Pos. | Nueva inscripción |
| ---- | ----------------- |
| -    | Narón             |
| -    | Puebla            |

     Ascenso después de play-off.

     Descenso administrativo o desaparición.

     Nueva inscripción.
Los clubes A Cabana, Amegrove y Mugardos se retiraron de la competición debido a la pandemia de COVID-19.

## Clasificación

### Grupo A
A continuación se recoge la clasificación en cada una de las regatas disputadas.
Los puntos se reparten entre los diez participantes en cada regata.
| Posición | 1.º | 2.º | 3.º | 4.º | 5.º | 6.º | 7.º | 8.º | 9.º | 10.º |
| Puntos   | 10  | 9   | 8   | 7   | 6   | 5   | 4   | 3   | 2   | 1    |

| Pos. | Club         | Trainera           | 1 BOI | 2 VIL | 3 CAR | 4 SAM | 5 BUE | 6 MER | 7 MOA | 8 RIA | 9 MUR | 10 PED | Puntos |
| ---- | ------------ | ------------------ | ----- | ----- | ----- | ----- | ----- | ----- | ----- | ----- | ----- | ------ | ------ |
| 1    | Tirán        | Pereira            | 2     | 2     | 1     | 1     | 1     | 2     | 2     | 1     | 2     | 1      | 95     |
| 2    | Samertolameu | A Terca            | 1     | 1     | 2     | 2     | 2     | 1     | 1     | 2     | 1     | 2      | 95     |
| 3    | Vilaxoán     | A Revenida         | 3     | 3     | 6     | 3     | 3     | 4     | 3     | 5     | 4     | 3      | 73     |
| 4    | Bueu         | Maruxia            | 4     | 4     | 4     | 4     | 4     | 3     | 4     | 3     | 3     | 4      | 73     |
| 5    | Cabo de Cruz | Cabo da Cruz       | 5     | 5     | 3     | 6     | 5     | 5     | 5     | 4     | 5     | 5      | 62     |
| 6    | Mecos        | Mequiña            | 6     | 6     | 5     | 8     | 6     | 6     | 6     | 6     | 6     | 7      | 48     |
| 7    | Esteirana    | Esteirana          | 7     | 9     | 7     | 5     | 7     | 7     | 8     | 8     | 8     | 8      | 36     |
| 8    | Rianxo       | Concello de Rianxo | 8     | 7     | 8     | 7     | 8     | 8     | 10    | 7     | 7     | 6      | 34     |
| 9    | Muros        | Muradana           | 9     | 8     | 9     | 9     | 9     | 9     | 7     | 9     | COV   | COV    | 19     |
| 10   | Mera         | A Mariñeira        | 10    | 10    | 10    | 10    | 10    | 10    | 9     | 10    | 9     | 9      | 13     |

| Color     | Resultado                        |
| --------- | -------------------------------- |
| Oro       | Ganador                          |
| Plata     | Segundo                          |
| Bronce    | Tercero                          |
| Verde     | Puntuó                           |
| Negro     | DSQ - Descalificado              |
| Sin color | DNP - Inscrito pero no participó |
| Sin color | COV - Afectada por COVID-19      |

La Sociedad Deportiva Tirán se proclamó campeona pese a quedar empatada a puntos con la Samertolameu al aplicar el valor especial de la última jornada.
La trainera de Muros no regateó las dos últimos regatas al estar afectada por COVID-19, se la concedió 2 puntos en cada regata por ser la media de los puntos conseguidos hasta esa fecha.
| Evolución de la clasificación general del Grupo A                |                                                                  |
| ---------------------------------------------------------------- | ---------------------------------------------------------------- |
| Gráfico no disponible temporalmente debido a problemas técnicos. |                                                                  |
|                                                                  | Gráfico no disponible temporalmente debido a problemas técnicos. |

### Grupo B
A continuación se recoge la clasificación en cada una de las regatas disputadas.
Los puntos se reparten entre los seis participantes en cada regata.
| Posición | 1.º | 2.º | 3.º | 4.º | 5.º | 6.º |
| Puntos   | 6   | 5   | 4   | 3   | 2   | 1   |